# بعيد (فلم)
بعيد (بالإنجليزية: Distant) هو فيلم خيال علمي أمريكي من بطولة أنتوني راموس، نعومي سكوت وزاكري كوينتو. من المقرر صدور الفيلم في 16 سبتمبر 2022.